# Angus Aquila
Die Angus Aquila war ein Leichtflugzeug des britischen Konstrukteurs A. L. Angus vom Beginn der 1930er Jahre.

## Geschichte
Die Aquila wurde von A. L. Angus aus Sutton Benger (Chippenham) in Südwest-England konstruiert, der damit ein preisgünstiges Flugzeug für die damals schnell wachsende Zahl der privaten Halter anbieten wollte. Als die Maschine Anfang Januar 1931 in Hanworth (heute im London Borough of Hounslow) ankam, erhielt sie dort schnell den Namen The Angostura in Anspielung auf den Namen ihres Konstrukteurs und des ungewöhnlichen Aussehens mit einer stark gekrümmten oberen Rumpflinie und einer gerade verlaufenen Unterseite.
Nach umfangreichen Rollversuchen hob das Flugzeug, das das Luftfahrzeugkennzeichen G-ABIK erhielt, Anfang Februar 1931 zum Erstflug ab. Danach führte Angus, der selbst lediglich etwa 50 Flugstunden vorweisen konnte, noch einige kurze Flüge aus. Am 21. April stürzte er kurz nach einem missglückten Start, bei dem das Flugzeug in einer Linkskurve abkippte und senkrecht auf dem Boden aufschlug, ab. A. L. Angus kam dabei ums Leben.

## Konstruktion
Die Aquila war ein abgestrebter Tiefdecker mit einem zentralen Rumpfteil aus Vierkantstahlrohren, an das der Sternmotor mit einer Platte angeflanscht wurde. Darüber hinaus gab es einen hölzernen Kastenholm, der den „Kiel“ des Rumpfes bildete und  Former trug an denen die Rumpfbeplankung aus 20-gauge-Aluminium (0,8 mm Dicke) angeschraubt war. Die Beplankung nahm jedoch, anders als in der modernen Halbschalenbauweise, keine Kräfte auf. Eine Weiterentwicklung dieses Baukonzeptes stellen die späteren Monospar-Konstruktionen von General Aircraft dar. Auch die Tipsy Junior von E. O. Tips verwendete noch 1948 diese Bauweise. Das Leitwerk der Aquila war in konventioneller Weise in Form eines stoffüberzogenen geschweißten Stahlrohrgerüsts ausgeführt.
Die hölzernen, klappbaren Tragflächen besaßen ein RAF-34-Profil und waren zum Rumpf hin mit aerodynamisch verkleideten Streben abgestrebt. Das zweigeteilte Fahrwerk (ohne durchgehende Achse) mit einem Schleifsporn besaß Ballon-Räder, die auch die Federung übernehmen sollten.
Der Antrieb wurde von einem unverkleideten Salmson AD.9-Neunzylinder-Sternmotor mit einer Leistung von 40 PS (30 kW) gewährleistet. Die weit nach unten orientierte Anbringung des Motors mit einer entsprechend niedrig liegenden Schublinie, führte zum seltsamen Aussehen des Flugzeugs, dessen Bug kurz vor dem Motor scharf nach unten abfiel. Der vor dem Cockpit im Rumpf liegende Schwerkrafttank erlaubte Flüge bis zu zwei Stunden Dauer. Die Leermasse betrug 222 kg, voll beladen 318 kg.